# FC Andelsbuch
Der FC Andelsbuch (offiziell Simeoni Metallbau FC Andelsbuch) ist ein österreichischer Fußballverein aus dem Bezirk Bregenz in Vorarlberg. Er spielt seit 2013/14 in der viertklassigen Vorarlbergliga. Die Vereinsfarben sind blau und weiß. Ihre Heimspiele trägt die Mannschaft am Sportplatz an der Bezegg aus.

## Geschichte
Der Verein wurde am 2. September 1962 im damaligen Café Geser in der Gemeinde Andelsbuch gegründet und spielte im Herbst 1964 in der Klasse Unterland.
In der Saison 1999/2000 spielte der FC Andelsbuch noch in der 3. Landesklasse, dies war zu diesem Zeitpunkt die niedrigste Liga in Vorarlberg und im Fußball-Ligasystem in Österreich die achthöchste Spielstufe. Dann begannen für den Verein erfolgreiche Jahre. Nachdem im Frühjahr 2000 der Meistertitel in der 3. Landesklasse gewonnen und damit der Aufstieg in die 2. Landesklasse fixiert wurde, gelang in der darauffolgenden Saison mit einem zweiten Platz der Durchmarsch und der erneute Aufstieg. Nach zwei Konsolidierungsjahren in der 1. Landesklasse gewann der FC Andelsbuch in der Saison 2003/04 den Meistertitel in dieser. Der Verein spielte somit erstmals fünftklassig.
Es folgten drei durchschnittliche Jahre, bevor der FC Andelsbuch in der Saison 2007/08 hinter Meister FC Viktoria 62 Bregenz den zweiten Platz erreichte und sich somit, mit nur einem Punkt Vorsprung auf den SV Lochau, den Aufstieg in die Vorarlbergliga sicherte. Dort war die Mannschaft mit einem 7. Platz und zwei 8. Plätzen drei Mal in Folge im sicheren Mittelfeld angesiedelt. In der Saison 2011/12 spielte der FC Andelsbuch überraschend von Beginn an vorne mit und führte als Winterkönig ein Sextett von Titelanwärtern an. Nach einer spannenden zweiten Saisonhälfte krönte sich der Verein am letzten Spieltag mit einem 2:0-Auswärtssieg beim FC Nenzing zwei Punkte vor dem FC Höchst zum Vorarlberger Meister. Damit feierte der FC Andelsbuch ausgerechnet zum 50. Vereinsjubiläum seinen bislang größten Erfolg und schrieb zudem Vorarlberger Fußballgeschichte: Er war der erste Fußballklub aus dem Bregenzerwald, der in die drittklassige Regionalliga West vorstieß; 2013 bzw. 2017 schafften dies noch der FC Bizau und der FC Alberschwende. Aus dieser Liga musste der Verein, nur aufgrund der schlechteren Tordifferenz gegenüber dem SV Wals-Grünau, nach nur einer Saison wieder absteigen.

## Stadion
Bei Vereinsgründung 1962 existierte noch kein geeigneter Fußballplatz. Dieser wurde erst 1963/64 in der ehemaligen Stollenausbruchdeponie beim Stausee an der Bezegg errichtet und im Herbst 1964 mit den ersten Meisterschaftsspielen der Klasse Unterland eröffnet. Die Infrastruktur wurde in den 1980er- und 1990er-Jahren sukzessive ausgebaut (u. a. 1980 Kabinenneubau und Flutlichtanlage, 1996 Clubheimumbau); 2005 erfolgte an gleicher Stelle ein Sportplatzneubau.

## Bekannte Spieler und Trainer
Der FC Andelsbuch entschloss sich in etwa zur Jahrtausendwende, dass er fast ausschließlich mit eigenen Spielern auftreten wolle. Lediglich vier Spieler des Kaders dürften von außerhalb der 2500-Seelen-Gemeinde kommen. An diesem Konzept hielt die sportliche Leitung auch nach dem 2012 erreichten Aufstieg in die Regionalliga fest.
- 2010–2012: Daniel Madlener (Trainer)
- 2011/12: Oliver Mattle
- seit 2012/13: Silva Reinaldo Ribeiro
- 2013–2015: Roland Kornexl (Trainer)[6][7]
- 2015–2019: Stipo Palinic
- seit 5. Juli 2019: Ralf Grabher

## Titel und Erfolge seit 2000
- 1 × Meister der 3. Landesklasse (8): 2000
- 1 × Aufsteiger der 2. Landesklasse (7): 2001
- 1 × Meister der 1. Landesklasse (6): 2004
- 1 × Aufsteiger der Landesliga (5): 2008
- 1 × Meister der Vorarlbergliga (4): 2012